# Марія Дельгадо
Марія Дельгадо (ісп. María Delgado; нар. 25 липня 1987, Одеса, УРСР, СРСР) — болівійська журналістка та телеведуча українського походження.

## Біографія
Марія Дельгадо народилася 25 липня 1987 року в місті Одеса. Вона — донька болівійського батька та української матері.
У 1990 році, коли їй було 3 роки, її родина переїхала до міста Ла-Пас. Дельгадо розпочала навчання в школі в Болівії в 1993 році та закінчила її, отримавши атестат про повну загальну середню освіту в 2004 році.
Вона продовжила здобуття освіти, закінчивши Приватний університет Болівії зі ступенем з журналістики.
Її перший телевізійний досвід відбувся у грудні 2008 року з туристичною програмою «Expedición Bolivia». Протягом своєї професійної кар'єри вона встигла попрацювати на державному болівійському телеканалі Bolivia TV в місті Кочабамба. Пізніше вона повернулася до міста Ла-Пас, щоб працювати на каналі Cadena A та мережі Unitel.
18 квітня 2011 року вона почала працювати на телевізійній мережі Red Uno як ведуча новин для «Notivisionón» разом із Сесаром Галіндо та Клаудією Фернандес, а також як ведуча програми «El Manñanero» разом з Хуаном Карлосом Монрроєм, Асбель Валенсуелою та Сандрою Алькасар.
24 січня 2019 року під час прямого ефіру її представили команді новин Red ATB, де вона працювала разом з іншими телеведучими, такими як Кароліна Кордова та Даніель Арділес.
У грудні 2023 року вона залишила «Contacto Bolivia» та «PAT», щоб повернутися до Red Uno та взяти на себе відповідальність за виробництво «El Mañanero». Пізніше, у травні 2024 року, вона повернеться до Contacto Bolivia разом із Прісциллою Кірога, а в липні, через 15 років після свого першого виступу, — до Cadena A.